# لوكاس ماريك
لوكاس ماريك (بالتشيكية: Lukáš Marek)‏ هو لاعب كرة قدم تشيكي في مركز الدفاع، ولد في 30 يناير 1981 في تشيكوسلوفاكيا. شارك مع منتخب التشيك تحت 19 سنة لكرة القدم ومنتخب جمهورية التشيك تحت 21 سنة لكرة القدم. أما مع النوادي، فقد لعب مع بوهيميانز 1905.

## وصلات خارجية
- لوكاس ماريك على موقع الاتحاد التشيكي (الإنجليزية)
- لوكاس ماريك على موقع قاعدة بيانات كرة القدم.إي يو (الإنجليزية)
- لوكاس ماريك على موقع Soccerway.com (الإنجليزية)